# 24 Ophiuchi
24 Ophiuchi är en vit stjärna i huvudserien i stjärnbilden Ormbäraren.
24 Ophiuchi har visuell magnitud +5,58 och är synlig för blotta ögat vid god seeing. Den befinner sig på ett avstånd av ungefär 305 ljusår.